# 黎克玧
黎克玧（越南语：／，1869年—？年），越南阮朝進士。

## 生平
黎克玧是清化省靜嘉府玉山縣蓮池總蓮池社求東村（今屬清化省宜山市社新民坊蓮舍村）人，嗣德二十二年（1869年）出生。成泰九年（1897年），黎克玧參加清化場鄉試，考中解元。成泰十九年（1907年），會試次中格，庭試考中第三同甲進士出身。未及出仕便去世。